# Кампања (Лоди)
Кампања је насеље у Италији у округу Лоди, региону Ломбардија.
Према процени из 2011. у насељу је живело 45 становника. Насеље се налази на надморској висини од 48 м.